# Joseph-Henri-Joachim Lainé
Pour les articles homonymes, voir Lainé.
Joseph-Henri-Joachim, vicomte Lainé, né le 11 novembre 1767 à Bordeaux et mort le 17 décembre 1835 à Paris, est un avocat et homme politique français.

## Présentation

### Origines et jeunesse

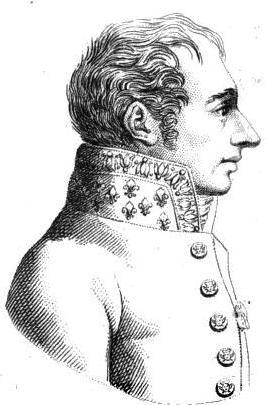
Joachim Lainé, Illustration de 1820.

Les parents de Lainé, Guillaume Lainé, substitut du procureur du roi, et Jeanne Ravel, sont des colons de Saint-Domingue. En 1763, ils viennent s'installer en Gironde. Leur fortune, sans être extravagante, leur permet de devenir les nouveaux seigneurs de Laguloup, à Saucats. Ils poursuivent l’activité familiale dans le négoce entre Bordeaux et les Antilles, où ils conduisent encore des affaires et possèdent des esclaves.
Après des études au collège de Guyenne, Joachim Lainé est reçu avocat au barreau de Bordeaux en 1789, et plaide ensuite avec un grand succès à Paris. En 1791, sa mère le rappelle pour l'envoyer aux colonies défendre leur fortune en péril à la suite des révoltes d'esclaves. Il sert en qualité de garde national contre les captifs insurgés de Saint-Domingue. S'étant opposé à l'émancipation instantanée des esclaves lors d'une assemblée générale, il reçoit un coup de sabre au visage. Conscient que tout espoir de conserver leurs possessions est perdu, il revient en France en 1792. Il bénéficiera néanmoins de l'indemnité affectée en 1826 aux anciens propriétaires d'esclaves,.

### Carrière politique
Il est nommé administrateur du district de La Réole en 1793, ce qui permet, par cette fonction, à sa famille d’échapper à l'échafaud. Il fait partie du Directoire du département de la Gironde en 1795, puis, de 1796 à 1808, il reprend son métier d'avocat.

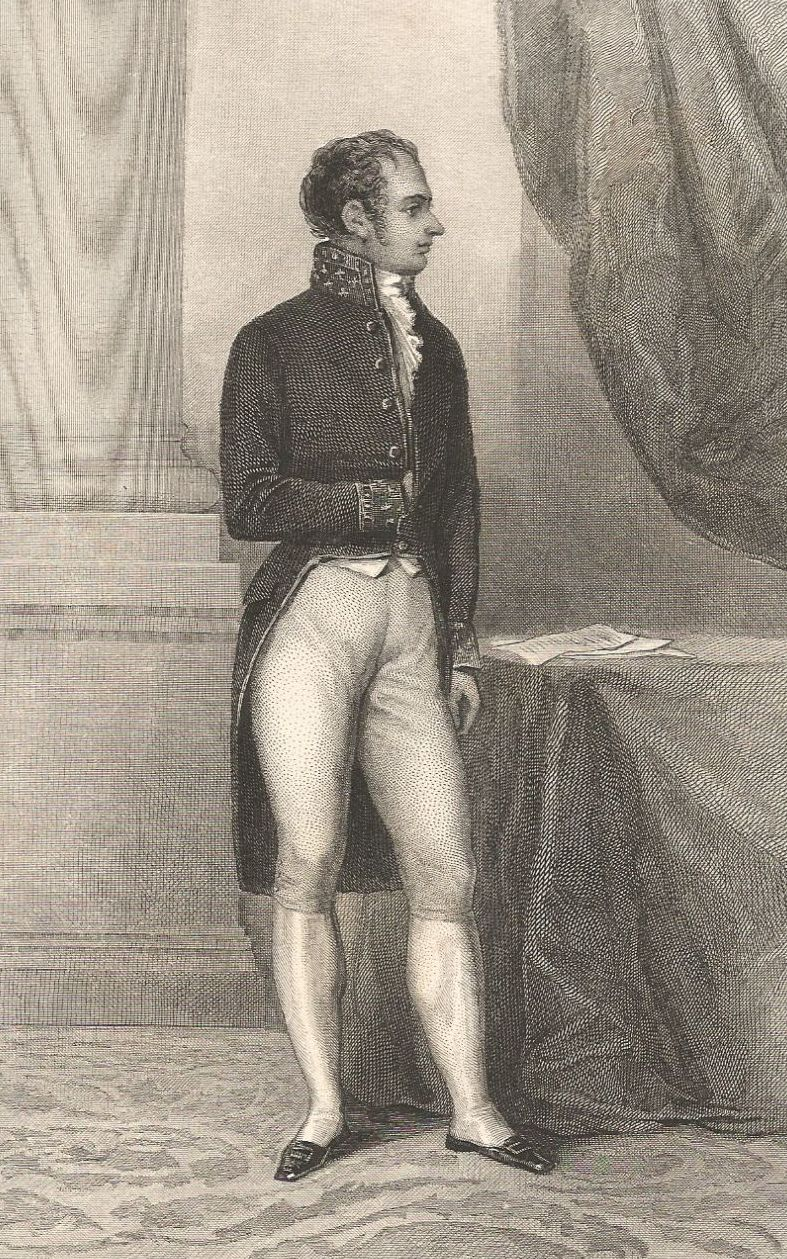
Le vicomte Lainé (gravure vers 1850).

Rallié au Consulat et à l'Empire, il est nommé en 1808, par le Sénat conservateur, député de la Gironde du Corps législatif. Membre en 1813 de la commission extraordinaire nommée par le Corps législatif pour chercher quels étaient les « besoins et les désirs de la Nation » lors des préparatifs de la campagne de France, il en est le rapporteur. Son rapport qui demandait des réformes plus libérales et osait parler de « Paix et de Liberté » déplait à Napoléon. Victime de la colère de l’Empereur, Lainé quitte alors le Corps législatif et se retire à Bordeaux où il accueille la Restauration avec faveur.
Le 12 mars 1814, il est aux côtés de Lynch, maire de Bordeaux, pour livrer la ville aux Anglais et au duc d’Angoulême. Ce dernier le nomme préfet provisoire de la Gironde en juin 1814.  A cette date, il rentre à la Chambre des députés des départements et en est nommé Président par le roi Louis XVIII. Pendant les Cent-Jours, Lainé s'enfuit en Angleterre, accompagnant la duchesse d'Angoulême : Napoléon revenu annonce qu'il pardonne à tous, excepté à ses deux « plus grands ennemis », Lynch et Lainé,.
Il redevient Président de la Chambre des députés de 1815 à 1816, devient ministre de l'intérieur entre 1816 et 1818 en remplacement du comte de Vaublanc. Comme ministre de l'Intérieur, il développe les ateliers de charité.
Il fait voter le 5 février 1817 une nouvelle loi électorale permettant de favoriser l'élection d'une bourgeoisie libérale urbaine. Il est nommé ministre d'État du 21 décembre 1820 au 14 décembre 1821.

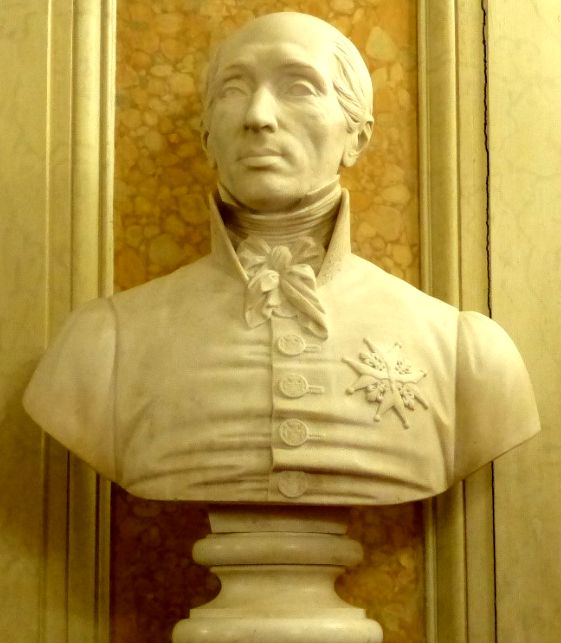
Buste du vicomte Lainé au palais du Luxembourg (Paris).

Il est aussi, avec le baron Portal, un représentant du lobby des armateurs négriers, et s'opposa à l'interdiction de la traite. Le 6 décembre 1819, il fait annuler l'élection comme député de l'Abbé Grégoire, fervent défenseur de l'abolition de l'esclavage, mais aussi régicide, pour cause d'« indignité nationale ».
Nommé par ordonnance (mais non élu) membre de l’Académie française, il remplace Hugues-Bernard Maret en 1816. Dans son rôle d’homme public, Lainé n’a pas laissé d’écrits. Son éloquence, au jugement des contemporains, était chaleureuse et entraînante.
Il devient, le 10 mai 1820, officier de la Légion d'honneur, et commandeur le 1er mai 1821.
Passionné de littérature et ami de Lamartine, il est fait pair de France avec le titre de vicomte en 1823.
Royaliste légitimiste et libéral, il se retire en 1824 dans sa propriété familiale de Saucats, préférant cesser son activité politique sous les règnes de Charles X et de Louis-Philippe. C’est lui qui s'écrie douloureusement, en 1830, à l’occasion des ordonnances : « Les rois s’en vont ! »
Lainé préside la deuxième section de la commission chargée de l'exécution de la loi du 30 avril 1826 relative à la répartition de l'indemnité affectée aux anciens colons, que le jeune État haïtien fut contraint de payer en échange de la reconnaissance de son indépendance. Une indemnité dont son frère et lui-même bénéficient en 1828 en tant qu'héritiers de propriétaires de Saint-Domingue.

Joachim Lainé meurt célibataire à Paris en 1835, après avoir fait bénéficier les indigents de Bordeaux de son traitement de député.

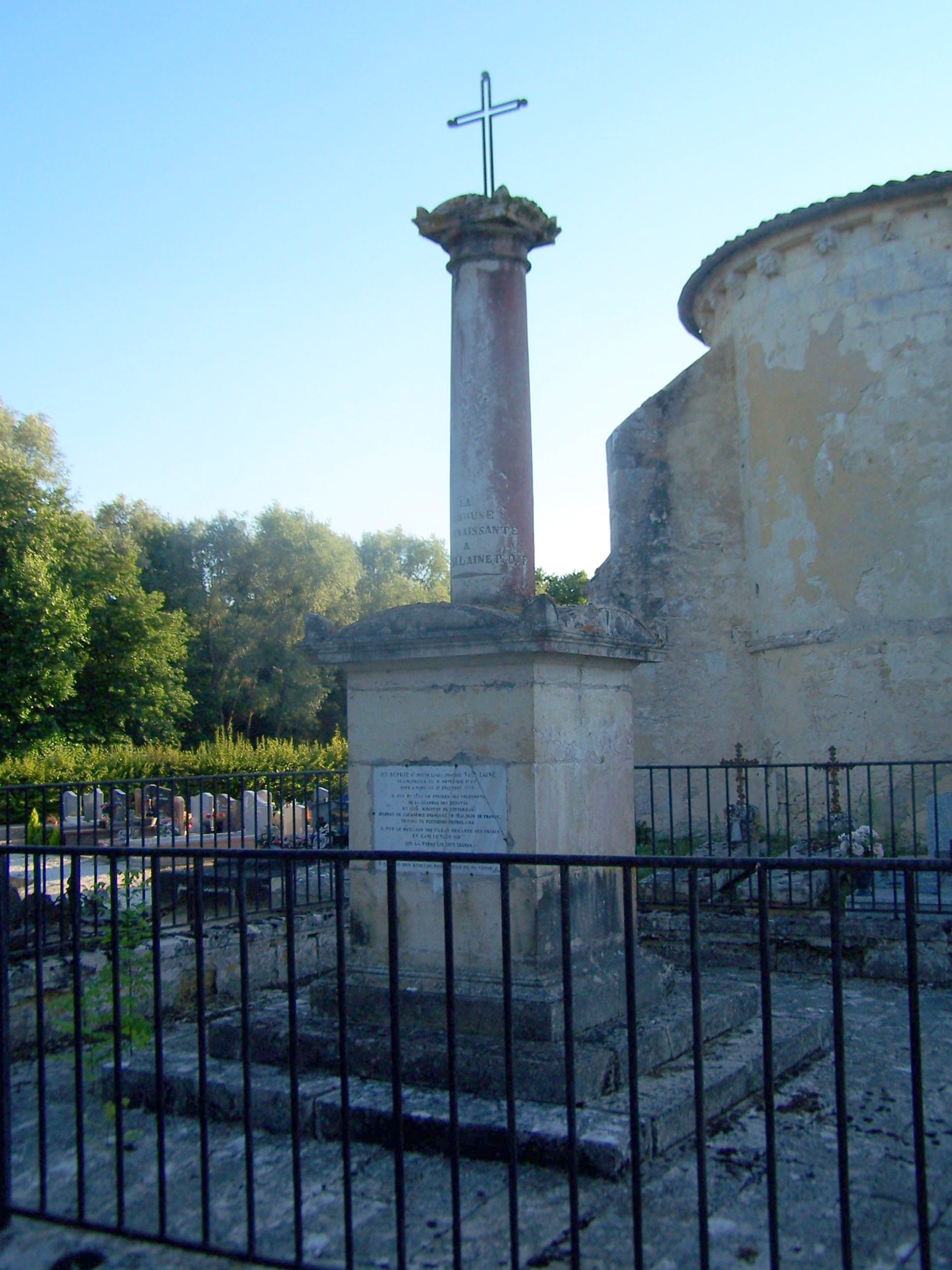
Tombe de Lainé à Saucats.

Il est inhumé au cimetière de Saucats.

### Hommages
- Place Lainé : en 1818, la ville de Bordeaux donne son nom à une place ouverte sur les quais dans le quartier des Chartrons[14].
- L'ancien Entrepôt réel des denrées coloniales, achevé en 1824 et qui abrite aujourd'hui le CAPC musée d'art contemporain de Bordeaux, a pris le surnom d'« Entrepôt Lainé » du fait de sa construction sur la place du même nom.
- Melongena (en) lainei, gastéropode fossile décrit en 1825 par Barthélémy de Basterot, dont le nom d'espèce est dédié à Lainé ; espèce tropicale commune de l'Aquitanien et du Burdigalien des Landes et de Gironde (Saucats)[15].